# Goulier
Goulier è un comune francese di 46 abitanti situato nel dipartimento dell'Ariège nella regione dell'Occitania. Il 1º gennaio 2019 il comune è stato accorpato ai comuni di Sem, Suc-et-Sentenac e Vicdessos per formare il nuovo comune di Val-de-Sos.

## Società

### Evoluzione demografica
Abitanti censiti